# Higinio Fernández
Higinio Fernández Suárez (nascido em 6 de outubro de 1988, em Valdés) é um ciclista espanhol, que atualmente compete para a equipe Movistar Team Ecuador.